# Juande Ramos
Juan de la Cruz Ramos Cano, ismertebb nevén Juande Ramos (1954. szeptember 25. –) spanyol labdarúgó, edző. A spanyol Real Madrid edzője volt 2008 és 2009 között.

## Pályafutása

### Játékosként
Ramos az Elche, az Alcoyano, a Linares, az Eldense, az Alicante és a Denia csapatainál játszott középpályásként, azonban 28 évesen térdsérülés miatt visszavonult.
Első mérkőzését a spanyol elsőosztályban az Elche színeiben játszotta 1975. január 19-én a Hercules CF ellen.

### Edzőként

#### Sevilla
Első szezonjában a Sevillával máris UEFA-kupát nyert. Csapata az angol Middlesbrough-t győzte le 4-0-ra a döntőben. Szintén megnyerte az UEFA Szuper Kupát 3-0-ra verve az FC Barcelonát. A 2006–2007-es szezonban újra megnyerte a csapattal az UEFA-kupát; az RCD Espanyol-lal szemben játszottak 2-2-es döntetlent, majd a Sevilla győzött 3-1-re tizenegyesekkel. Az idény végén megszerezték a 3. helyet a spanyol bajnokságban, ami Bajnokok Ligája indulást jelentett.

#### Tottenham Hotspur
2007 nyarán felmerültek olyan hírek, hogy Ramos veszi át Martin Jol helyét az angol Tottenham Hotspur-nél. A kezdeti találgatások ellenére szeptemberben azt nyilatkozta, hogy a szezon végéig a Sevillánál marad. 2007. október 25-én Martin Jol elbocsátását követően azonban már biztos volt, hogy az angol klubot választja. A Sevillánál 2007. október 26-án mondott le, a következő napon pedig már a Tottenham edzője lett. 4 éves szerződést írt alá a csapatnál. Szerződése évenként 6 millió euróról szólt, így ő lett a Premier League legjobban kereső edzője. A Tottenham kispadján eltöltött több, mint három hónap alatt Ramos a Wembley-be vezette a csapatot, ahol Ligakupa-döntőt játszottak a Chelsea ellen, amit hosszabbítással 2–1-re meg is nyertek.
A sikert azonban hanyatlás követte, mert az új idényben már nem ment úgy a csapatnak ahogyan azt a vezetők elképzelték, így Ramost menesztették a kispadról.

#### Real Madrid
A Real Madrid kispadjára Bernd Schuster menesztése után ült le, 2008. december 9-én. Első meccsén máris győzelemmel mutatkozott be, egy Bajnokok Ligája meccsen a Zenyit Szankt-Petyerburg ellen egy 3–0-s sikerrel.

## Sikerei, díjai

### Csapatokkal
Sevilla FC
- UEFA-kupa 2005–06, 2006–07
- UEFA-szuperkupa 2006
  - Ezüstérmes 2007
- Copa del Rey 2006–07
- Supercopa de España 2007

 Tottenham Hotspur
- Angol Ligakupa 2007-08

 Dnyipro Dnyipropetrovszk
- Ukrán labdarúgó-bajnokság 2. hely : 2013-2014

### Egyénileg
- Miguel Muñoz trófea 2006–07

## Lásd még
- UEFA-kupa-győztes labdarúgóedzők listája

## Külső hivatkozások
- Juande Ramos hivatalos weboldala

| Előző Valerij Gazzajev | UEFA-kupa-győztes edző 2005–06 2006–07 | Következő Dick Advocaat |